# Chorepa
Chorepa (531,5 m n. m.) je travnaté sedlo v Stolických vrších, v podcelku Klenovské vrchy.
Sedlem prochází silnice II / 526 z Kokavy nad Rimavicou do Klenovca, který leží přímo pod sedlem. Sedlo je také křižovatkou turistických stezek: zeleně značená ze sedla Pereš do Kokavy a žlutě značený z osady Laz na Bodnárku (833,3 m n. m.).
V sedle je autobusová zastávka a památník SNP. Zároveň jím vede hranice mezi okresy Poltár a Rimavská Sobota.